# Углицьке водосховище
У́глицьке водосховище — водосховище у верхів'ях Волги, утворене греблею ГЕС, побудованою в 1939 року в місті Углич. Розташоване в Тверській та Ярославській областях Росії. Має площу 249 км², а об'єм води 1,2 км³. Його довжина становить 143 км, найбільша ширина — 5 км, середня глибина — 5 м (максимальна — 23 м). Углицьке водосховище створено за для поліпшення роботи транспорту, енергетики та водопостачання. Воно також здійснює сезонне регулювання стоку. Міста Углич, Калязін і Кімри розташовані на берегах Углицького водосховища.
Будівництво греблі призвело до затоплення монастиря XV століття в Угличі і монастиря XVI століття в Калязіні.